# William Raines
(Signor Raines)
William Raines, in origine Abel Parker, detto anche signor Raines è l'antagonista principale della serie televisiva statunitense Jarod il camaleonte (The Pretender in originale), interpretato da Richard Marcus. Raines è uno dei membri più potenti della struttura nota come Centro ed è lui ad ordinare la cattura di Jarod, il protagonista della serie.

## Personaggio

### Aspetto
Raines è un uomo alto, magro e completamente calvo (nonostante in un flashback lo si veda con i capelli). A causa dei suoi problemi di salute riportati fin dalla nascita, Raines respira grazie ad una bombola d'ossigeno che ha sempre con sé. Indossa sempre completi giacca e cravatta, con camicie chiare e, in alcune occasioni, un lungo soprabito nero.
In un'occasione, Raines donerà uno dei suoi pollici a Mr. Lyle, ma successivamente quest'ultimo sarà costretto a "restituirlo" quale segno di lealtà nei suoi confronti.

### Personalità
Raines incarna alla perfezione il male presente nel Centro. È un uomo spietato, senza scrupoli, perfettamente in grado di uccidere qualcuno a sangue freddo, oltre che autoritario e severo che non ammette la possibilità di fallimento e pretende sempre il massimo da tutti i suoi subalterni. Durante la sua prima apparizione, infatti, non esita a rinfacciare a Miss Parker il suo ennesimo fallimento riguardo alla cattura di Jarod, affermando che quest'ultimo non è "una semplice seccatura che permette alla donna di gonfiare le spese rimborsate dal Centro". Egli si dimostra di gran lunga più spietato di chiunque altro antagonista della serie, difatti è proprio Raines ad aver mentito a Sydney riguardo ai genitori di Jarod, ed è sempre lo stesso Raines ad aver appoggiato fortemente il progetto Camaleonte. Nonostante questo suo carattere, Raines prova molto dolore per la morte di sua figlia, Annie, cosa che si evince già dal terzo episodio della quarta stagione.
Raines tende a non prendere realmente in considerazione il parere di nessuno all'infuori di sé stesso ed a zittire in ogni occasione i suoi subalterni, talvolta anche Miss Parker. È uno dei maggiori sostenitori nella cattura di Jarod, in quanto quest'ultimo è sia il miglior simulatore, ma soprattutto perché è stato lui a mettere a punto il sistema delle simulazioni per fini militari e politici. Raines è odiato e temuto da tutti i membri del Centro, soprattutto da Mr. Lyle e Miss Parker che sono soliti riferirsi a lui con diversi soprannomi, come mostro con l'enfisema, ammasso innocuo sulla sedia a rotelle o il redivivo.

## Biografia del personaggio

### Antefatti
Raines nasce con il nome di Abel Parker ed è, quindi, il fratello minore di Mr. Parker. Abel nacque, però, molto malato e passò i suoi primi tre giorni in incubatrice, per poi scomparire misteriosamente. Il padre di Mr. Parker comprò un falso certificato di morte a nome di Abel Parker, così che il bambino risultò essere morto. In realtà il bambino venne dato in adozione alla famiglia Raines, con un nuovo certificato e una nuova identità. Il bambino divenne, quindi, William Raines.
Una volta cresciuto, l'uomo si fece strada nella medicina, diventando dottore. Successivamente fu radiato dall'ordine dei medici per aver eseguito esperimenti illegali su soggetti umani, principalmente bambini.
Negli anni sessanta, Raines entra a far parte del Centro con l'incarico di occuparsi dei progetti riguardanti i bambini (quindi anche il progetto Camaleonte). Questo suo incarico lo portò ad osservare i miglioramenti di Jarod, cosa che lo convinse a portare avanti un nuovo progetto parallelo che non aveva lo scopo di aiutare il ragazzo a sviluppare le sue potenzialità, ma a creare un perfetto assassino. Raines scelse Kyle, fratello di Jarod, come cavia per questo esperimento.
In seguito, Raines continuò a sperimentare sui giovani bambini portati nel Centro come Angelo, il quale fu sottoposto a moltissimi esperimenti che ne cambiarono la personalità, e successivamente Dannie, il quale rimase così traumatizzato da Raines tanto che la sua psiche si sdoppiò in due diverse personalità: Dannie ed Einnad. Tutti questi esperimenti avvennero nella stanza 155 del piano SL- 27.
Raines ebbe anche una relazione con Catherine Parker, la quale ebbe da lui due figli: Miss Parker e Mr. Lyle. Il secondo figlio venne preso in custodia da Raines, il quale fece sapere a tutti che il bambino era morto. In realtà Raines diede Lyle in adozione e il bambino fu, successivamente, adottato dalla famiglia Bowman
Raines finse anche la morte di Catherine Parker in un ascensore del Centro; la donna era stata impregnata con il seme del Maggiore Charles per creare un bambino con il suo "senso interiore" e le capacità speciali di Jarod. Dopo la nascita del bambino al quale viene dato il nome di Ethan, Raines uccise brutalmente la donna con la pistola del maggiore Charles.
In un periodo imprecisato, Raines si sposò con Edna, dalla quale ebbe una figlia Annie. Quest'ultima venne rapita da un serial killer e, per ritrovarla, Raines arrivò a ricorrere all'aiuto di Jarod, ma nonostante questo sua figlia venne uccisa dal killer. In seguito, Raines finse la morte della moglie, ma in realtà portò quest'ultima all'ospedale psichiatrico "Pratt Institute".

### Nella serie
Raines appare per la prima volta nel terzo episodio della serie prima in uno dei nastri di Jarod e, poi, di persona alla fine dell'episodio. Successivamente, Raines manda Angelo ad aiutare Miss Parker nella cattura di Jarod.
Quando Jacob, fratello di Sydney, inizia a riprendere conoscenza, Raines, par paura che l'uomo possa rivelare qualcosa sul piano SL-27, ordina a Miss Parker di ucciderlo. La donna, però, apparentemente segue gli ordine di Raines, ma alla fine decide di non uccidere Jacob.
Dopo la morte apparente di Kyle, Raines interviene per catturare Jarod, ma viene fermato da un cecchino sconosciuto che spara alla sua bombola d'ossigeno facendolo letteralmente prendere fuoco. Raines riesce, tuttavia, a salvarsi miracolosamente. Si scoprirà, in seguito, che fu Sydney a sparargli.
In seguito Raines, dopo aver scoperto il legame tra Mr. Lyle e la famiglia Yakusa, decide di punire l'uomo che però sparisce misteriosamente dalla circolazione. Raines tenterà, successivamente, di creare un nuovo simulatore al piano SL- 27, ma Sydney lo fermerà piazzando una bomba in quest'ultimo luogo. Anche stavolta Raines riesce a salvarsi.
Successivamente Raines ucciderà sua moglie Edna, la quale voleva rivelare delle informazioni segrete a Miss Parker.
Nell'ultimo episodio della terza stagione, Raines, a seguito dei numerosi tentativi di creare un nuovo simulatore con le caratteristiche simili a quelle di Jarod, decide di creare un clone di quest'ultimo, che però viene salvato e liberato dall'originale e affidato al maggiore Charles.
Nell'ultimo episodio della serie televisiva si scopre il coinvolgimento di Raines sulla morte di Catherine Parker. Miss Parker è decisa ad uccidere Raines, ma viene anticipata da Mr. Parker.

### Nei film
Nel film Il Camaleonte Assassino (The Pretender 2001) si scopre che in realtà Raines è ancora vivo e che è stato privato del pollice in favore di Mr. Lyle. Quest'ultimo tenta di uccidere Raines, il quale viene salvato da Miss Parker la quale aspira ad ottenere più risposte sul suo passato. Raines riesce ancora una volta a scomparire misteriosamente e invia a Jarod e Miss Parker una foto che raffigura le loro madri assieme, a dimostrazione che le due si conoscevano ed erano amiche.
Nel film L'Isola Del Fantasma (The Pretender: Island Of The Haunted), Raines tenta di impossessarsi delle pergamene contenenti informazioni importanti sul Centro, ma inutilmente. In questo film si scopre la sua vera parentela con Miss Parker e Mr. Parker. Lyle, inoltre, deciderà di unirsi a Raines e di restituirgli il pollice.

## Abilità
Raines è dotato di una grande intelligenza tattica e strategica ed è un esperto in svariate tecniche di spionaggio e soprattutto di medicina. Nonostante la sua condizione fisica, Raines dimostra di avere una buona forza fisica ed è in grado di utilizzare qualsiasi tipologia di arma da fuoco, dimostrando una mira praticamente infallibile.